# Cristos Gianakos
Cristos Gianakos, född 4 januari 1934 i New York, är en amerikansk skulptör, bosatt i New York och Chania.

## Galleri

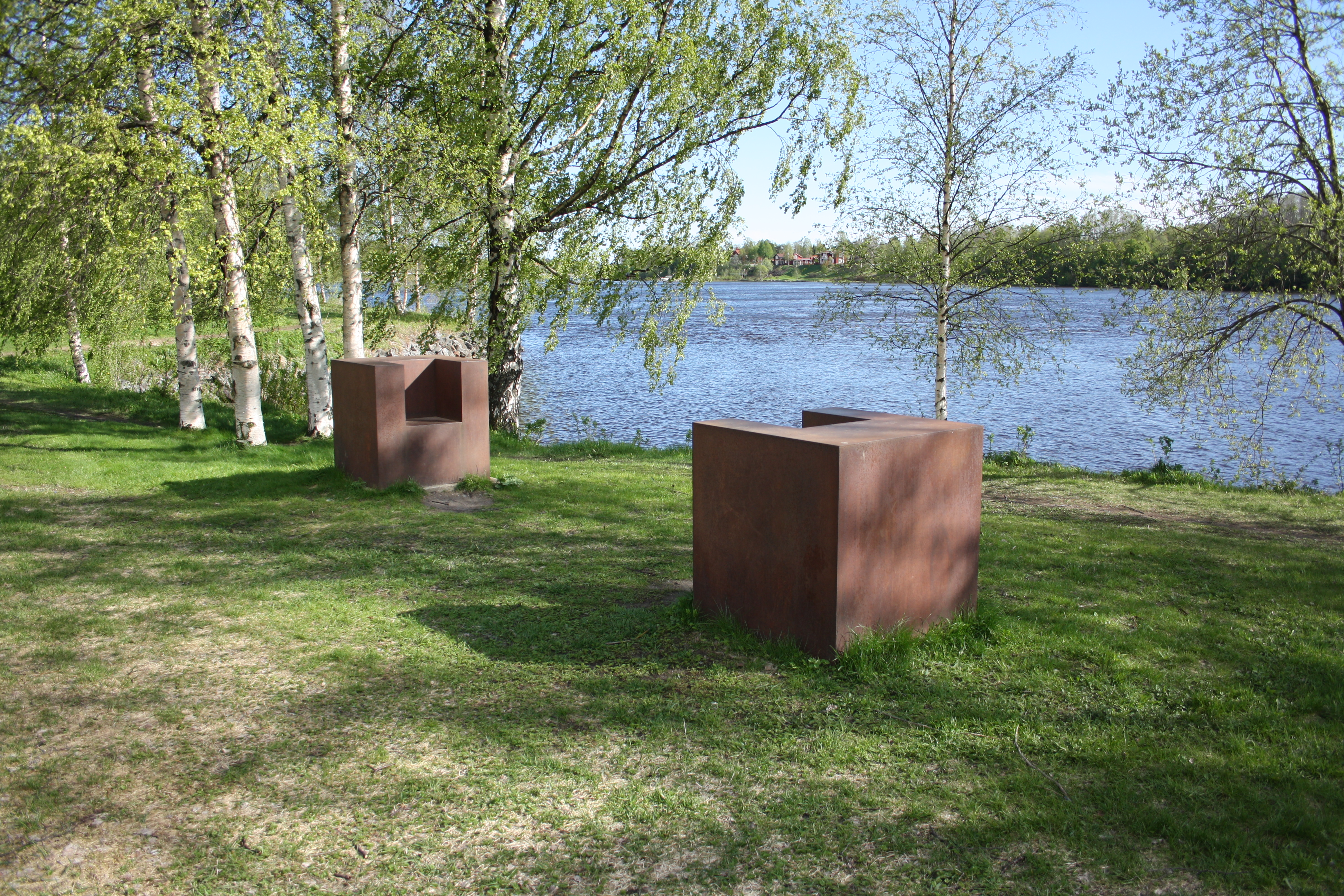
2 × 3² Cube i Umeå.
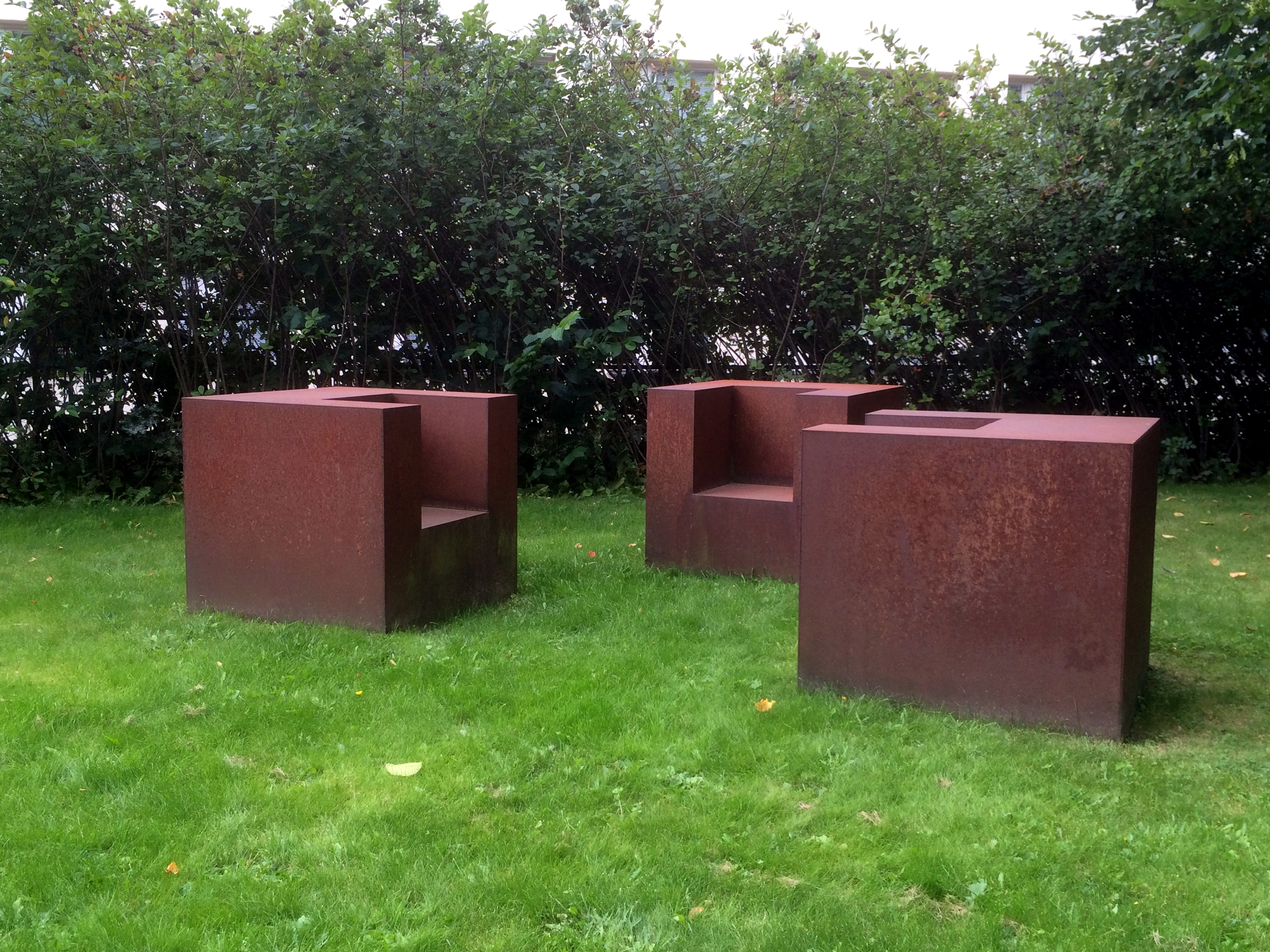
3 Cubes i Härnösand.
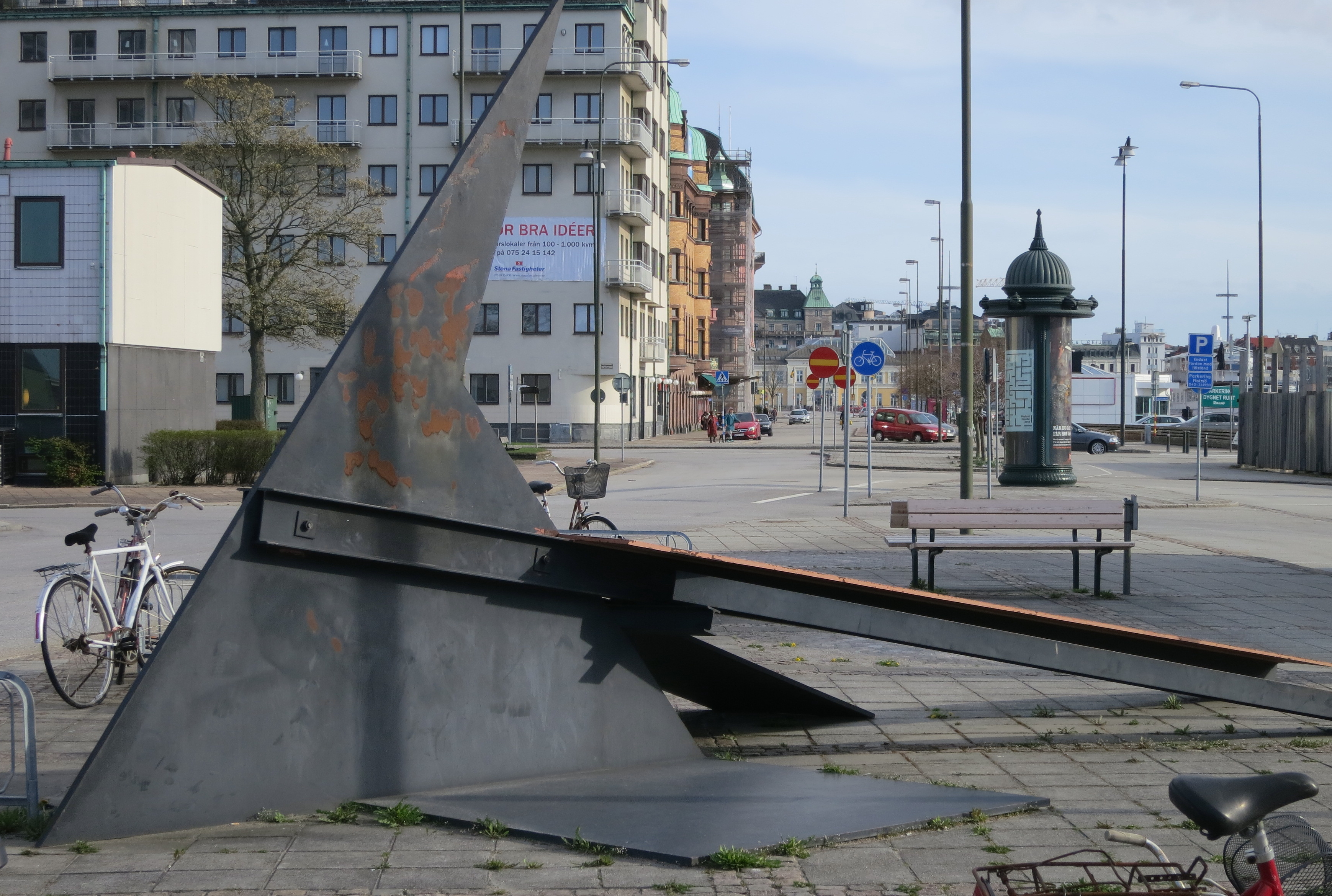
Gemini i Malmö.